# Dulce et decorum est pro patria mori

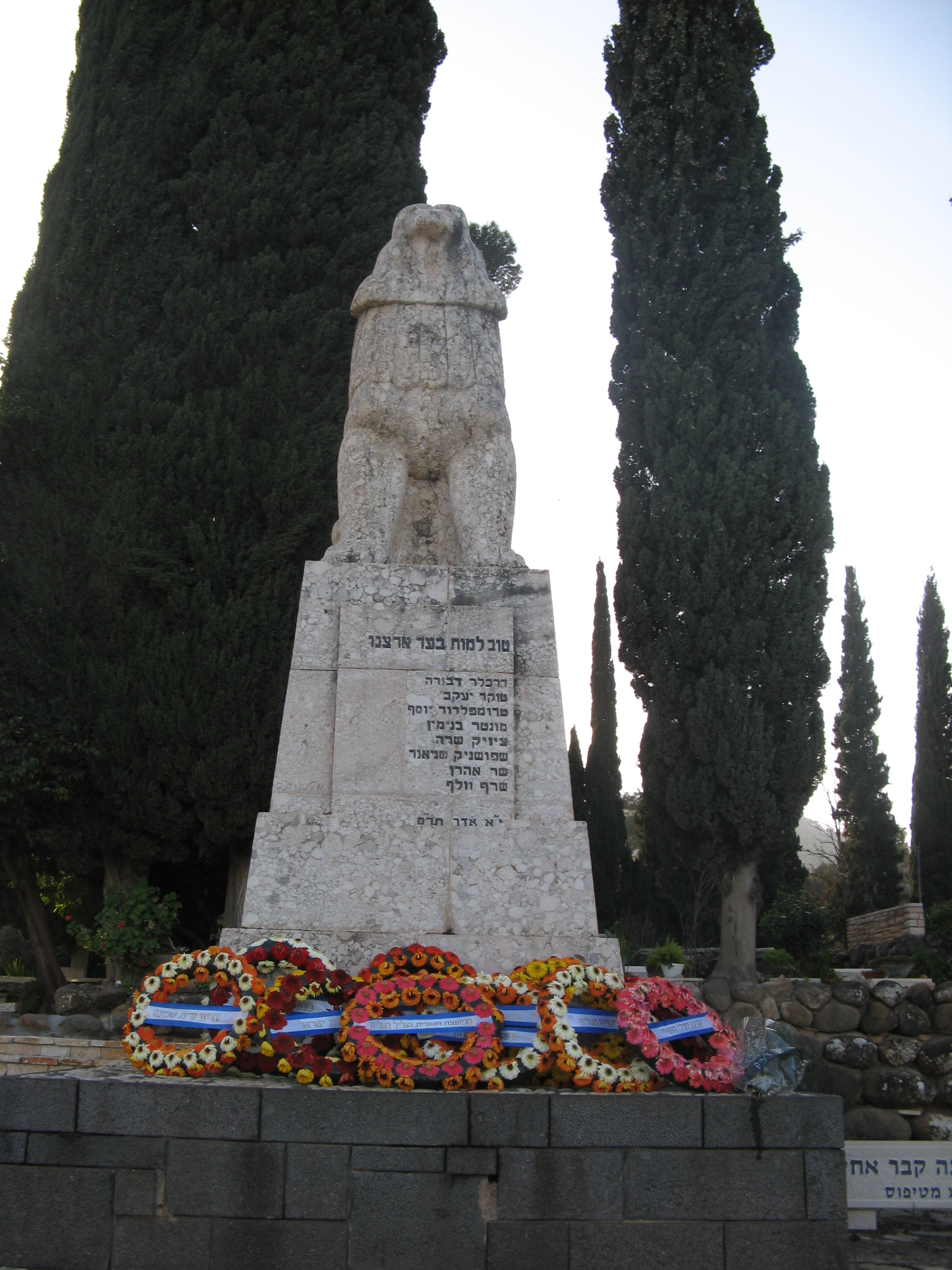
Tel Hai Mémorial, Israël.

Dulce et decorum est pro patria mori est une expression latine utilisée parfois en français, tirée d'une strophe du poète Horace, qui signifie « Il est doux et honorable de mourir pour sa patrie ».

## Utilisation
On la trouve par exemple :
- Sur le mur de la chapelle de l'Académie royale militaire de Sandhurst, l'école de formation des officiers de l’Armée de terre britannique[1].
- dans les films américains Johnny s'en va-t-en guerre et À l'Ouest, rien de nouveau.
- dans le clip vidéo de la chanson « Empire » du groupe Kasabian
- dans un poème du poète anglais Wilfred Owen, intitulé justement Dulce Et Decorum Est qui le qualifie le titre du poème d'Horace comme Le Vieux Mensonge dans le contexte de la Première Guerre mondiale.
- dans la chanson A drinking song de The Divine Comedy
- dans le roman autobiographique L'Ami retrouvé (Reunion) de Fred Uhlman (1971)
- en exergue du roman de Javier Cercas Le Monarque des ombres
- dans le film The King's Man : Première Mission un prêtre, où se trouve des soldats partant à la guerre prononce cette phrase.

Dans le style parodique, la phrase apparaît également :
- en bande dessinée, dans deux albums d'Astérix: Le Combat des chefs, ainsi que dans l'histoire La Mascotte de l'album Astérix et la Rentrée gauloise.
- en bande dessinée également, dans un album des Schtroumpfs : Le Schtroumpfissime, où cette citation est traduite en langage schtroumpf (Dulce et decorum est pro patria schtroumpfi).

## Poème complet
Le titre, et l'exhortation latine des deux lignes finales, sont tirés d'un poème d'Horace, les Odes, III.2.13.
Ce texte est bien connu et souvent cité par les partisans de la Première Guerre mondiale, au moins à ses débuts. Il revêtait donc une signification particulière pour les soldats de l'époque. 
« Dulce et decorum est pro patria mori :
mors et fugacem persequitur virum
nec parcit inbellis iuventae
poplitibus timidove tergo. »
« Il est doux et honorable de mourir pour sa patrie :
La mort poursuit l'homme qui s'enfuit,
ni n'épargne les jarrets ou le dos lâche
Des jeunes gens peu aguerris. »